# Ђунђи (Сату Маре)
Ђунђи (рум. Giungi) насеље је у Румунији у округу Сату Маре у општини Белтиуг. Oпштина се налази на надморској висини од 131 m.

## Становништво
Према подацима из 2002. године у насељу је живело 203 становника.

### Попис2002.
| Расподела становништва по националности 2002.‍ | Расподела становништва по националности 2002.‍ | Расподела становништва по националности 2002.‍ | Расподела становништва по националности 2002.‍ | Расподела становништва по националности 2002.‍ |
| --------------------------------------------- | --------------------------------------------- | --------------------------------------------- | --------------------------------------------- | --------------------------------------------- |
|                                               |                                               |                                               |                                               |                                               |
| Румуни                                        | Румуни                                        |                                               | 150                                           | 73,9%                                         |
| Мађари                                        | Мађари                                        |                                               | 30                                            | 14,8%                                         |
| Роми                                          | Роми                                          |                                               | 23                                            | 11,3%                                         |